# ちょぼらうにょぽみ
ちょぼらうにょぽみは日本の漫画家である。既婚で、一児の母。茨城県在住。左利き。非商業では略称のチョボにょぽでも活動。

## 略歴
2005年7月9日発売の『もえよん』（双葉社）2005年8月号にて『魔王のちチルチル』で漫画家デビュー。
2008年、一迅社コミック大賞まんが4コマKINGSぱれっと部門にて『りあらちゃんフレンズ』で佳作受賞。

## 作風
独特なシュールギャグで構成された4コマ漫画をメインとして作品を作っている。下ネタ、突拍子も無いパロディ、異常な倫理観や言語感覚など、唯一無二の「壊れた」作風が持ち味であるが、まれに心温まるハートフルな漫画もある。
また二次創作作家（サークル名：チョボっとLOVE）としても精力的に活動しており、商業アンソロジー作品においても独特の作風を作り上げている。

## メディアでの取り上げ
2011年4月22日放送の『人志松本の○○な話』にて天津の向清太朗に、『あいまいみー』が「未来の4コマ」として紹介された。
アニメ『森田さんは無口。』のCM枠で作品紹介CMが放送された。

## 作品リスト

### 連載
不思議なソメラちゃん
2008年8月から2011年4月まで、一迅社『まんがぱれっとLite』にて連載された作品。姉妹二人とその周りを囲む様々な人物による日常生活を描いた4コマ漫画。2015年4月にテレビアニメ化が発表、それに伴い本作の続編『不思議なソメラちゃん オートクチュール』が2015年4月から2018年5月まで一迅社『まんが4コマぱれっと』にて連載された。短編テレビアニメは同年10月から12月まで放送された。
あいまいみー
2009年6月から2021年5月まで、竹書房『まんがライフWIN』にて連載された作品。漫画研究部に所属する女子高生4人の日常生活を描いた4コマ漫画。短編テレビアニメ第1期が2013年1月から3月まで、第2期が2014年7月から9月まで放送、第3期は2017年1月から3月まで放送された。
だんしん!!男子新聞部
2011年10月から2013年9月まで、角川書店『アルティマエース』→『4コマnanoエース』にて連載。単行本は『ちょぼらうにょぽみのとてもやわらかくてヘルシーな新聞部』と改題して刊行された。
弱酸性ミリオンアーサー
2012年から2019年まで、スクウェア・エニックス『拡散性ミリオンアーサー』『乖離性ミリオンアーサー』のアプリ内にて連載。
Webアニメは2015年11月から2017年1月まで配信された。
まいてはいけないローゼンメイデン
原作：PEACH-PIT。2013年から2014年まで、集英社『ミラクルジャンプ』→『となりのヤングジャンプ』にて連載。『ウルトラジャンプ』2016年10月号にて単行本未収録の短編「絶対にまいてはいけないローゼンメイデン」が掲載された。
ぬめ子はFXや株主優待で暮らしたい
2014年7月から、アスキー・メディアワークス『コミック電撃だいおうじ』にて不定期連載。
ダンまち4コマ そもそもダンジョンにもぐるのが間違いではないだろうか
原作：大森藤ノ、キャラクター原案：ヤスダスズヒト。1stシーズンは2014年11月から2015年6月まで、2ndシーズンは2016年4月から2017年2月までスクウェア・エニックス『ヤングガンガン』にて連載された。
燃えよブレオデ
2016年から2018年までGumi『ブレイジング オデッセイ』のアプリ内及び公式Twitterで連載されたWeb漫画。
ちょぼらうにょぽみ、海産物/とよだたつき、ぬこー様、日高トラ子、みやびあきの、やしろあずきの6人による共作。
ららマヂ！
2017年8月から、Pixiv『MANGA pixiv』及び公式Twitterにて連載中。
WFSのスマホアプリ『ららマジ』のWeb漫画。
ちょぼらうにょぽみのピコピコゲーム温泉
2017年9月から、Gzブレイン『週刊ファミ通』にて月1で連載中。
探偵夢宮さくらの完全敗北
芳文社『まんがタイムきらら』にて2020年10月号、11月号でのゲスト連載を経て、2021年1月号より連載中。
ゲスト掲載時は「イキリにゃんぽこ」名義で掲載されていた。
きゅぽぽんぬ♡宇宙忍者カンパニー
ブシロードワークス『コミックグロウル』にて2021年9月24日より連載中。
当初は8月から連載が開始される予定だったが、諸事情で9月24日に延期された。
叛逆のニジガサキ
2024年7月5日から『ラブライブ!シリーズ』公式Xにて連載中。
着せ替え人形でchu♡
原作：福田晋一。『ヤングガンガン』2025年No.1より連載中。『その着せ替え人形は恋をする』の公式スピンオフ。

### 読み切り
たつのこぽんぽん
2011年、集英社『週刊ヤングジャンプ』48号に読み切り掲載。
ほむわく！
2011年、集英社『アオハル』に読み切り掲載。
やりまくり戦隊ヤリマンジャー
2011年、集英社『週刊ヤングジャンプ』21号に読み切り掲載。
オカ研。
2011年、集英社『週刊ヤングジャンプ』11号にて読み切り掲載。
ごじゃっぺぺろりあん
2011年、集英社『アオハル』創刊号にて読み切り掲載。

### Web漫画
るう＆ぬこ
2010年、アダルトゲームメーカー『root nuko』公式サイトに掲載されているWeb漫画。
ユユカナ 4コマ劇場
2011年、NanaWindによる作品『ユユカナ -Under the Starlight-』のWeb漫画。
後に初回限定盤特典の設定資料集「星色マテリアル」と、4コマ漫画を集めた本『ユユカナ -4コマ劇場- 総集編』にも掲載された。
春狂
2012年、すみっこソフトの作品『はるまで、くるる。』のWeb漫画。
夏狂
2013年、すみっこソフトの作品『なつくもゆるる』のWeb漫画。
よくわかれ！ロードオブナイツ
2016年、株式会社Aimingのスマートフォンゲーム『ロードオブナイツ』公式サイトにて連載されたWeb漫画。
ダメ母でごめん
2016年、株式会社ネクストビートの子育て情報アプリ『KIDSNA』で連載されているWeb漫画。
あきばすびーと！
2016年、アクワイアのゲームソフト『AKIBA'S BEAT』公式サイトにて連載されたWeb漫画。
さんマ ～さんぽけマンガ劇場～
2017年、セガ・インタラクティブのスマホアプリ『さんぽけ ～三国志大戦ぽけっと～』公式サイトにて連載されたWeb漫画。
PSO2esのストーリーを雑に振り返る漫画
2017年、セガゲームスのスマホアプリ『ファンタシースターオンライン2 es』公式サイトにて連載されたWeb漫画。
ルナプリ体験4コマ
2017年、Aimingのスマホアプリ『ルナプリ from 天使帝國』公式サイトにて連載されたWeb漫画。
ラブライブ!虹ヶ咲学園スクールアイドル同好会4コマ漫画
2017年、ファミ通Appで連載されている『ラブライブ!虹ヶ咲学園スクールアイドル同好会』のWeb漫画。
はじめよう！トゥームレイダー！
2018年、スクウェア・エニックスのゲームソフト『シャドウ オブ ザ トゥームレイダー』の発売に合わせて特設サイトにて連載された4コマ漫画。
抱かれたい男1位に脅されています。ふりかえり4コママンガ
2018年に放送されたTVアニメ『抱かれたい男1位に脅されています。』の公式サイトにて連載された4コマ漫画。
NEEDY GIRL OVERDOSE 絶対革命病病事変 ミッドナイト配信LOVE❤️ †あめちゃんとピの絶望の100日間†
2022年、WSS playground公式Twitterにて連載されている『NEEDY GIRL OVERDOSE』のWeb漫画。
人間不信の冒険者たちが世界を救うようです スペシャルコラボ4コマ漫画
2023年に放送されたTVアニメ『人間不信の冒険者たちが世界を救うようです』の公式サイトにて連載された4コマ漫画。
ハッピーパンドランド 裏どらぁ！
2023年、MIXIのスマホアプリ『キュービックスターズ』公式サイトにて連載されたWeb漫画。
ふぇすば！ぴーすふるワールド
2024年、MIXI・コロプラのスマホアプリ『フェスティバトル』公式Twitterにて連載中のWeb漫画。
バじゃなくて、ヴァ。
2024年、ブシロードのトレーディングカードゲーム『フェスティバトル』公式サイトおよび公式Twitteにて連載中のWeb漫画。

### アンソロジー
- 魔法少女まどかマギカ4コマアンソロジーコミック1(芳文社、原案：[Magica Quartet])2012／カバー下４コマまんが
- どきどき魔女神判! 4コマKINGDOM（双葉社、原作：SNKプレイモア）
- 僕は友達が少ない 公式アンソロジーコミック2（メディアファクトリー、原作：平坂読、キャラクター原案：ブリキ）
- TIGER & BUNNY 公式コミックアンソロジー #04（角川書店、原作：サンライズ）
- リコーダーとランドセル オフィシャルアンソロジー（竹書房、原作：東屋めめ）※コミックマーケット82で発売
- きんいろモザイク アンソロジーコミック1（芳文社、原作：原悠衣）
- アカギオフィシャルアンソロジー コミケ84EDITION!!（竹書房、原作：福本伸行）※コミックマーケット84で発売
- スクールガールストライカーズ Anthology Channel（出版・原作：スクウェア・エニックス）
- おそ松さん 公式コミックアンソロジー 今夜は寝かさない（一迅社、原作：赤塚不二夫/おそ松さん製作委員会）
- ご注文はうさぎですか? チマメ隊 アンソロジー～Happy Diary!～（芳文社、原作：Koi）
- ゴシックは魔法乙女 裏公式本 ～みんなをラブマックス！～（出版・原作：ケイブ）※コミックマーケット90で発売
- ヘタリア Axis Powers アンソロジー2（幻冬舎コミックス、原作：日丸屋秀和）

### イラスト
- ダンジョンに出会いを求めるのは間違っているだろうか（第2話エンドカード）
- ご注文はうさぎですか??（第5話エンドカード）
- 魔装学園H×H（第4話エンドカード、この回は演出が『あいまいみー』『不思議なソメラちゃん』で監督を務めたいまざきいつきだった縁で担当）
- メイドインアビス（第6話エンドカード）
- 世界樹の迷宮V 長き神話の果て（カウントダウン・イラスト）[33]
- スクールガールストライカーズ2（『ガンガンONLINE × スクスト イラストコラボ』コラボイラスト「シャルロッテ×フェイ」）[34]
- Phantom in the Twilight（第8話エンドカード）
- コードギアス 反逆のルルーシュ（「〇〇先生がコードギアスを描いてみた」シリーズ描きおろしイラスト）[35]
- 暴力先輩（舞台劇。フライヤーイラストを担当）[36]
- クレヨンしんちゃん 新婚旅行ハリケーン 〜失われたひろし〜（感想イラスト「ちょぼらうにょぽみ一家の『新婚旅行ハリケーン』共感レポート」）[37]
- 資産性ミリオンアーサー（NFTデジタルシール。シールイラスト担当）
- フェスティバトル（応援イラスト）[38]
- 葬送のフリーレン（WEBくじ限定グッズ「マルチBOX」「アクリルキーホルダー」「フタのるマスコット」「クリアファイルセット」「缶バッジ・ステッカーセット」「コースター」イラスト担当）[39][40]
- アイドルマスター シャイニーカラーズ（第1話エンドカード）
- ラプラス・ダークネス（誕生日記念2025グッズ「Tシャツ」誕生日記念フルセット購入特典「直筆メッセージ＆箔押し複製サイン入りポストカード」「『hololive OFFICIAL CARD GAME』PRカード」イラスト担当）[41][42]

### キャラクターデザイン
- 拡散性ミリオンアーサー / 乖離性ミリオンアーサー（スマホアプリゲーム。弱酸型エル、弱酸型ビスクラ、Enjoy型さんま、土下座型マーリン、土下座型エル、弱酸型大納言エル、弱酸型竜騎士エル、弱酸型エル-千日ジャスティス神楽-、感謝型エルといっしょ、弱酸型ウアサハ、弱酸型フルアーマーウアサハ、弱酸型ウアサハ-びょん-、弱酸型浮世エル、新春型弱酸エル、じゃぱに～ず夢想、添寝型大納言エル、弱酸型ファルサリアをデザイン）
- 拡張少女系トライナリー（スマホアプリゲーム。モーフィアス、シャドウ・がすとちゃんをデザイン）[43][44]
- 半熟英雄 ああ、世界よ半熟なれ…!!（スマホアプリゲーム。ノコギリウアサバをデザイン）[45]
- 世界樹の迷宮X(クロス) （3DS専用ソフト。キャラメイク用イラスト2種をデザイン、週刊ファミ通2018年8月2日発売号のDLC付録として配信）[46]
- ねんどろいどもあ とりかえっこフェイス03（ねんどろいど用表情パーツ。描き下ろしパーツを1種デザイン）[47]
- 戦国大戦TCG 双（トレーディングカードゲーム。召喚兵をデザイン）[48]
- リヴェルン（東京ヴェルディ公式マスコットキャラクター）[49]
- 絶望!老後資金確保アイドル（ふっかるプロダクション所属キャラクター）[50]
- レドルフィン（日野レッドドルフィンズ公式マスコットキャラクター）[51]。
- ぷにっと ゲルぴよ（カプセルトイ。ロボぴよをデザイン）[52]
- 圧Q就活 そして面接へ…（アドベンチャーゲーム。メインキャラクターデザインを担当）[53]

### その他
- ラブライブ!虹ヶ咲学園スクールアイドル同好会 第2期（2022年、原画）

### 出演
- ちょぼらうにょぽみ劇場 あいまいみー 本人役（第1期第4話から原作者として登場）[54]